# Gmina Cernik
Gmina Cernik (chorw. Općina Cernik) – gmina w Chorwacji, w żupanii brodzko-posawskiej.

## Miejscowości i liczba mieszkańców (2011)
- Baćin Dol – 381
- Banićevac – 223
- Cernik – 1607
- Giletinci – 268
- Golobrdac – 0
- Opatovac – 332
- Opršinac – 0
- Podvrško – 294
- Sinlije – 0
- Šagovina Cernička – 312
- Šumetlica – 223